# Дядюра, Николай Владимирович
Никола́й Влади́мирович Дядю́ра (род. 5 августа 1961, Киев) — украинский дирижёр. Народный артист Украины (2008).

## Биография
Родился 5 августа 1961 года в Киеве. В 1987 году окончил КГК имени П. И. Чайковского в классе профессора Р. И. Кофмана.
В 1986—1988 годах — главный дирижёр и художественный руководитель Симфонического оркестра Омской филармонии (Россия).
Сам Дядюра вспоминал:

В киевской Опере начинал как трубач, с 1981-го по 1988-й играл в оркестре. В 1981 году поступил в Киевскую консерваторию в класс трубы, но в тот же год пошёл к Роману Кофману на дирижёрский факультатив. Сначала доучился как трубач, ушёл в армию, вернулся, окончил дирижёрский факультет и получил один диплом по двум специальностям. Но ещё до окончания консерватории мне предложили место главного дирижёра в Омске. Мой госэкзамен по дирижированию был здесь, в Киеве, с оркестром Омской филармонии. Дали два концерта.— Юлия Бентя. Дирижёр Николай Дядюра: «Именитые солисты приезжают в Киев не за деньгами, так как получают здесь раз в десять меньше!» «Зеркало недели. Украина» (12 июня 2009).

## Творческая деятельность
В 1988—1989 годах — дирижёр КУГАТОБ Т. Г. Шевченко.
В 1989—1996 годах — главный дирижёр Сеульского симфонического оркестра и Оркестра Кванг Чжу (Республика Корея).
В 1996 году — главный дирижёр Академического симфонического оркестра Национальной филармонии Украины.
С 2013 года — главный дирижёр Национальной оперы Украины.
Дирижёр-постановщик спектаклей в Национальной опере Украины:
- «Севильский цирюльник» Дж. Россини;
- «Богема» Дж. Пуччини;
- «Риголетто» Дж. Верди;
- «Лючия ди Ламмермур» Г. Доницетти (обновления);
- «Ярослав Мудрый» Г. И. Майбороды;
- «Норма» В. Беллини.

В Национальной филармонии Украины начал циклы симфонических концертов:
- «Все симфонии Бетховена»;
- «Все симфонии и концерты Брамса» (к 170-летию со дня рождения);
- симфонию «Ромео и Юлия» (исполнена впервые на Украине);
- «TeDeum» и «Реквием» Г. Берлиоза (в рамках фестиваля к 200-летию со дня рождения);
- «Коронационную мессу» Дж. Паизиелло.

В 2003 году начал абонементы оркестра:
- «Симфония XX века» (2003—2004);
- «Роберт Шуман и его современники» (2004—2005);
- «Все симфонии Дмитрия Шостаковича» (2005—2006)

(совместно с дирижёром Владимиром Сиренко);
- «Симфоническая поэма» (2006—2007);
- «Страсть оперы» (2007—2008)

Дирижёр-постановщик многих театрально-концертных проектов на сцене Национальной филармонии Украины, в частности:
- монооперы «Нежность» В. С. Губаренко;
- оперы «Руслан и Людмила» М. И. Глинки;
- оперы «Фиделио» Л. Бетховена;
- музыкально-драматических сцен «Метель» А. С. Пушкина — Свиридов
- музыкально-театральных сцен «Пер Гюнт» (Ибсена — Григ);
- «лицом к лицу с Моцартом» (Э. С. Радзинского)

и других.

## Награды и премии
- премия и специальный приз Японской ассоциации дирижёров на Международном конкурсе дирижёров (1987; Токио[1];
- четвёртая премия[1] на Международном конкурсе дирижёров (1988; Будапешт)
- заслуженный деятель искусств Украины (1998)[1];
- орден «За заслуги» III степени (2003)[1][3].
- Кавалер ордена Искусств и литературы (2005; Франция)[1].
- народный артист Украины (2008)[4]
- Национальная премия Украины имени Тараса Шевченко (2011) — за оперный спектакль «Норма» В. Беллини в Национальной опере Украины имени Т. Г. Шевченко.
- Кавалер ордена Звезды Италии (2014; Италия)[5].
- орден «За заслуги» II степени (2021)[6]